# Helen Glover
Helen Rachel M. Glover (Truro, 17 juni 1986) is een Brits roeister. Glover maakte haar debuut samen met haar partner Heather Stanning in de twee-zonder met een zilveren medaille tijdens de wereldkampioenschappen roeien 2010. Een jaar later tijdens de wereldkampioenschappen roeien 2011 evenaarde Glover deze prestatie. Bij het olympische debuut van Glover tijdens de Olympische Zomerspelen 2012 behaalde zij samen met Stanning de gouden medaille in de twee-zonder. In 2013, 2014 en 2015 werd Glover wereldkampioen in de twee-zonder. Tijdens de Olympische Zomerspelen 2016 prolongeerde Glover samen met Stanning hun titel.

## Resultaten

### Olympische Zomerspelen
| Jaar | Plaats         | Resultaten           |
| ---- | -------------- | -------------------- |
| 2012 | Londen         | in de twee-zonder    |
| 2016 | Rio de Janeiro | in de twee-zonder    |
| 2021 | Tokio          | 4e in de twee-zonder |

### Wereldkampioenschappen
| Jaar | Plaats              | Resultaten        |
| ---- | ------------------- | ----------------- |
| 2010 | Cambridge           | in de twee-zonder |
| 2011 | Bled                | in de twee-zonder |
| 2013 | Chungju             | in de twee-zonder |
| 2014 | Amsterdam           | in de twee-zonder |
| 2015 | Aiguebelette-le-Lac | in de twee-zonder |
| 2023 | Belgrado            | in de vier-zonder |

### Europese kampioenschappen
| Jaar | Plaats      | Resultaten        |
| ---- | ----------- | ----------------- |
| 2014 | Belgrado    | in de twee-zonder |
| 2015 | Poznań      | in de twee-zonder |
| 2016 | Brandenburg | in de twee-zonder |
| 2021 | Poznań      | in de twee-zonder |
| 2023 | Bled        | in de vier-zonder |

1976: Sijka Kelbetsjeva & Stojanka Groejtsjeva ·
1980: Ute Steindorf & Cornelia Klier ·
1984: Rodica Arba & Elena Horvat ·
1988: Rodica Arba & Olga Homeghi ·
1992: Marnie McBean & Kathleen Heddle ·
1996: Megan Still & Kate Slatter ·
2000: Georgeta Damian & Doina Ignat ·
2004: Georgeta Damian & Viorica Susanu ·
2008: Georgeta Andrunache-Damian & Viorica Susanu ·
2012: Helen Glover & Heather Stanning ·
2016: Helen Glover & Heather Stanning ·
2020: Grace Prendergast & Kerri Gowler ·
2024: Ymkje Clevering & Veronique Meester